# Бомовская диффузия
Бо́мовская диффу́зия — аномально быстрый процесс выравнивания концентрации частиц плазмы в направлении, перпендикулярном силовым линиям внешнего магнитного поля. Впервые на основе эмпирических данных предложена Дэвидом Бомом в 1949 году.
Процесс диффузии в магнитоактивной плазме существенно зависит от направления, в котором происходит направленное движение частиц. При движении вдоль силовых линий внешнего магнитного поля скорость диффузии определяется температурой частиц и частотой их столкновений между собой и с нейтральными частицами. В поперечном же направлении существенную роль играет наличие магнитного поля, которое приводит к винтовому движению частиц, тем самым значительно ограничивая скорость диффузии. Расчёты показывают, что поперёк магнитного поля коэффициент диффузии должен иметь вид
{\displaystyle D_{\perp }=D{\frac {\nu _{ea}^{2}}{\omega _{ce}^{2}}}}
где D — коэффициент диффузии в отсутствие магнитного поля, {\displaystyle \nu _{ea}} — частота столкновений электронов с нейтральными атомами, {\displaystyle \omega _{ce}=eB/m_{e}c} — электронная циклотронная частота (B — магнитная индукция внешнего магнитного поля, {\displaystyle m_{e}} — масса электрона). Таким образом, коэффициент диффузии обратно пропорционален квадрату величины магнитного поля.
Однако эксперименты показывают, что диффузия поперёк магнитного поля происходит значительно быстрее. Эмпирически формула для коэффициента поперечной диффузии может быть записана в виде
{\displaystyle D_{\perp }={\frac {gcT_{e}}{eB}}}
где {\displaystyle T_{e}} — температура электронов, выраженная в энергетических единицах, c, e — скорость света и элементарный заряд соответственно. Безразмерный множитель g имеет значение порядка единицы. В случае, если {\displaystyle g=1/16}, коэффициент диффузии называется бомовским. Именно в таком виде он был записан в 1949 году Дэвидом Бомом. Таким образом коэффициент бомовской диффузии обратно пропорционален лишь первой степени величины внешнего магнитного поля. Кроме того, отношение коэффициента бомовской диффузии {\displaystyle D_{B}} к коэффициенту поперечной диффузии, обусловленной столкновениями, {\displaystyle D_{\nu }} равно:
{\displaystyle {\frac {D_{B}}{D_{\nu }}}={\frac {g\omega _{ce}}{\nu _{ea}}}}
Таким образом, бомовская диффузия доминирует при достаточно сильных магнитных полях.
Физическая природа бомовской диффузии заключается в развитии в плазме дрейфово-диссипативной неустойчивости, приводящей к турбулизации плазмы. В турбулентной же плазме все процессы переноса ускоряются.